# 2016년 대한민국의 영화 목록
다음은 2016년에 개봉됐던 대한민국의 영화 목록이다.

## 개봉작
일자가 색으로 칠해져 있는 영화는 개봉된 영화를 의미한다. 개봉일은 대한민국 기준.

### 상반기
| 개봉일 | 개봉일 | 제목                         | 제작/배급 | 출연/제작진                 | 장르                        |
| ------ | ------ | ---------------------------- | --------- | --------------------------- | --------------------------- |
| 1 월   | 7일    | 〈잡아야 산다〉              |           | 감독 오인천                 | 코미디, 액션                |
| 1 월   | 7일    | 〈나를 잊지 말아요〉         |           | 감독 이윤정                 | 멜로/로맨스                 |
| 1 월   | 14일   | 〈프랑스 영화처럼〉          |           | 감독 신연식                 | 드라마                      |
| 1 월   | 14일   | 〈그날의 분위기〉            |           | 감독 조규장                 | 멜로/로맨스                 |
| 1 월   | 21일   | 〈오빠 생각〉                |           | 감독 이한                   | 드라마, 전쟁                |
| 1 월   | 21일   | 〈하프〉                     |           | 감독 김세연                 | 드라마                      |
| 1 월   | 27일   | 〈로봇, 소리〉               |           | 감독 이호재                 | 드라마                      |
| 1 월   | 28일   | 〈파리의 한국남자〉          |           | 감독 전수일                 | 드라마                      |
| 1 월   | 28일   | 〈울보〉                     |           | 감독 이진우                 | 드라마                      |
| 2 월   | 4일    | 〈검사외전〉                 |           | 감독 이일형                 | 범죄, 코미디                |
| 2 월   | 11일   | 〈멜리스〉                   |           | 감독 김용운                 | 공포, 스릴러                |
| 2 월   | 11일   | 〈번개맨〉                   |           | 감독 조근현                 | 판타지, 가족                |
| 2 월   | 17일   | 〈좋아해줘〉                 |           | 감독 박현진                 | 멜로/로맨스, 코미디         |
| 2 월   | 18일   | 〈동주〉                     |           | 감독 이준익                 | 드라마                      |
| 2 월   | 24일   | 〈귀향〉                     |           | 감독 조정래                 | 드라마                      |
| 2 월   | 24일   | 〈순정〉                     |           | 감독 이은희                 | 드라마                      |
| 2 월   | 25일   | 〈남과 여〉                  |           | 감독 이윤희                 | 드라마                      |
| 2 월   | 25일   | 〈엘꼰도르 빠사〉            |           | 감독 송재용                 | 드라마                      |
| 3 월   | 3일    | 〈방 안의 코끼리〉           |           | 감독 박수영, 권철인, 권호영 | 기타                        |
| 3 월   | 3일    | 〈무수단〉                   |           | 감독 구모                   | 미스터리, 스릴러            |
| 3 월   | 3일    | 〈섬. 사라진 사람들〉        |           | 감독 이지승                 | 스릴러                      |
| 3 월   | 3일    | 〈설행, 눈길을 걷다〉        |           | 감독 김희정                 | 드라마                      |
| 3 월   | 10일   | 〈히야〉                     |           | 감독 김지연                 | 드라마                      |
| 3 월   | 10일   | 〈널 기다리며〉              |           | 감독 모흥진                 | 스릴러                      |
| 3 월   | 24일   | 〈깡치〉                     |           | 감독 연정모                 | 스릴러                      |
| 3 월   | 24일   | 〈글로리데이〉               |           | 감독 최정열                 | 드라마                      |
| 3 월   | 28일   | 〈일어서는 인간〉            |           | 감독 김미영                 | 드라마                      |
| 3 월   | 30일   | 〈커터〉                     |           | 감독 정희성                 | 범죄, 드라마                |
| 3 월   | 31일   | 〈수색역〉                   |           | 감독 최승연                 | 드라마, 범죄, 액션          |
| 4 월   | 7일    | 〈날, 보러와요〉             |           | 감독 이철하                 | 미스터리, 스릴러            |
| 4 월   | 7일    | 〈스틸 플라워〉              |           | 감독 박석영                 | 드라마                      |
| 4 월   | 13일   | 〈4등〉                      |           | 감독 정지우                 | 드라마                      |
| 4 월   | 13일   | 〈해어화〉                   |           | 감독 박홍식                 | 사극, 드라마                |
| 4 월   | 13일   | 〈시간이탈자〉               |           | 감독 곽재용                 | 스릴러                      |
| 4 월   | 14일   | 〈4등〉                      |           | 감독 조성규                 | 멜로/로맨스                 |
| 4 월   | 20일   | 〈위대한 소원〉              |           | 감독 남대중                 | 코미디, 드라마              |
| 4 월   | 21일   | 〈철원기행〉                 |           | 감독 김대환                 | 드라마                      |
| 5 월   | 5일    | 〈서울야행〉                 |           | 감독 권중목                 | 코미디, 멜로/로맨스, 드라마 |
| 5 월   | 5일    | 〈초인〉                     |           | 감독 서은영                 | 멜로/로맨스                 |
| 5 월   | 5일    | 〈탐정 홍길동: 사라진 마을〉 |           | 감독 조성희                 | 드라마, 액션                |
| 5 월   | 12일   | 〈나는 쓰레기다〉            |           | 감독 이상우                 | 드라마                      |
| 5 월   | 12일   | 〈곡성〉                     |           | 감독 나홍진                 | 미스터리, 스릴러, 드라마    |
| 5 월   | 19일   | 〈계춘할망〉                 |           | 감독 창                     | 가족, 드라마                |
| 6 월   | 1일    | 〈아가씨〉                   |           | 감독 박찬욱                 | 스릴러, 드라마              |
| 6 월   | 23일   | 〈비밀은 없다〉              |           | 감독 이경미                 | 스릴러                      |

### 하반기
| 개봉일 | 개봉일 | 제목             | 제작/배급 | 출연/제작진 | 장르           |
| ------ | ------ | ---------------- | --------- | ----------- | -------------- |
| 7 월   | 6일    | 〈봉이 김선달〉  |           | 감독 박대민 | 사극           |
| 7 월   | 20일   | 〈부산행〉       |           | 감독 연상호 | 액션, 스릴러   |
| 8 월   | 3일    | 〈덕혜옹주〉     |           | 감독 허진호 | 사극, 드라마   |
| 8 월   | 10일   | 〈터널〉         |           | 감독 김성훈 | 드라마         |
| 9 월   | 7일    | 〈밀정〉         |           | 감독 김지운 | 액션           |
| 9 월   | 10일   | 〈아수라〉       |           | 감독 김송수 | 범죄, 액션     |
| 9 월   | 22일   | 〈대결〉         |           | 감독 신동엽 | 액션           |
| 10 월  | 13일   | 〈럭키〉         |           | 감독 이계벽 | 코미디         |
| 11 월  | 9일    | 〈스플릿〉       |           | 감독 최국희 | 드라마         |
| 11 월  | 16일   | 〈가려진 시간〉  |           | 감독 엄태화 | 드라마, 판타지 |
| 11 월  | 23일   | 〈형〉           |           | 감독 권수경 | 코미디, 드라마 |
| 12 월  | 14일   | 〈목숨 건 연애〉 |           | 감독 송민규 | 멜로, 코미디   |
| 12 월  | 21일   | 〈마스터〉       |           | 감독 조의석 | 액션, 범죄     |

## 참고 자료
- KOFIC 영화데이터베이스